# Ana María Sánchez (cantante)
Ana María Sánchez Navarro (Elda, Alicante, 12 de marzo de 1959-Elda, Alicante, 17 de septiembre de 2022) fue una soprano española. Llegó al mundo de la música a través de la polifonía, como componente del Orfeón Polifónico del Centro Excursionista Eldense. Era licenciada en Filosofía y Letras por la Universidad de Alicante, que le concedió en el año 2000 el “Laurel de Oro de las Artes”.

## Comienzos
Estudió la carrera de Canto en el Conservatorio Superior de Música Óscar Esplá de Alicante, con la soprano Dolores Pérez.
Fue becada por el CEE para continuar sus estudios en la Escuela Superior de Canto de Madrid, donde estudió con Miguel Zanetti, obteniendo el Premio Extraordinario de fin de carrera “Lola Rodríguez de Aragón”.
Después de haber realizado numerosos conciertos en Francia y Alemania, debutó en Palma de Mallorca con la ópera Nabucco, de Verdi, en 1994. A raíz del éxito obtenido ese mismo año como Mathilde de Guillaume Tell, en el Teatro San Carlos de Lisboa, recibió numerosas invitaciones para actuar en diversos teatros de ópera.
Combinó sus actuaciones operísticas con conciertos y recitales de música de cámara y oratorio, entre los que interpretó el Stabat Mater y el Te Deum, de Antonín Dvořák; la Novena Sinfonía de Beethoven; La muerte de Cleopatra, de Berlioz; los Cuatro últimos Lieder, de Strauss; el Gloria de Vivaldi, El Pesebre, de Pau Casals, etc., así como conciertos de música española.
Además colaboró en distintas publicaciones especializadas con artículos sobre la voz y el canto, y realizó varias conferencias sobre temas relacionados con la ópera y el estudio del canto.
En febrero de 2005 fue nombrada Académica Numeraria de la Real Academia de Bellas Artes de San Carlos de Valencia. En el año 2009, su Majestad el Rey Don Juan Carlos I le concede la Encomienda de Número de la Real Orden del Mérito Civil, que le fue impuesta en la ceremonia que se celebró en el Palacio Real de Madrid el 2 de junio de 2009.

## Discografía
Grabó La vida breve, de Manuel de Falla, con Max Valdés; El Pesebre, de Pau Casals, con Lawrence Foster; Maror, de Manuel Palau, con Enrique García Asensio; Juan José, de Pablo Sorozábal, con José Luis Estellés; Gernika, de Francisco Escudero, con José Ramón Encinar; Concierto lírico de ópera y zarzuela, del Teatro Real de Madrid, con Jesús López Cobos, y Zarzuela y dúos de zarzuela con Enrique García Asensio; y participó en las grabaciones de El dúo de la africana del Teatro Real, con Jesús López Cobos, Clásicos Populares 9 con Enrique García Asensio, Divas del Canto, Voces en la zarzuela y Gala lírica 2 con la Orquesta de RTVE bajo la dirección de Odón Alonso y Enrique García Asensio.

## Principales actuaciones
Ana María Sánchez actuó en:
- Palma de Mallorca (Don Giovanni, Don Carlo, Adriana Lecouvreur, Mefistofele y Réquiem de Verdi)
- Bilbao (Il Trovatore, Tannhäuser, Les Huguénots, Lucrezia Borgia, Otello y Zigor)
- Marsella (La Forza del Destino, 1998)

## Premios
- Insignia de plata del Centro Excursionista Eldense otorgada el día 23 de junio de 1992.
- Recibe el segundo premio en el XXX Concurso Internacional de Canto "Città di Enna"  en Italia en 1993.[2]
- Insignia de oro de Kurhapies otorgada el día 11 de marzo de 1996 en el Teatro Cervantes de Elda.
- Mabre de oro otorgado por la asociación gastronómica El Mabre, el día 16 de marzo de 1996 en Elda.
- Premio Paul Harris Otorgado por el club Rotary Vinalopó el día 16 de junio de 1996 en Petrel
- Insignia de oro del Centro Excursionista Eldense Otorgada el 6 de marzo de 1999 en el Salón rojo de la ciudad deportiva de Elda
- Laurel de oro de la Universidad de Alicante Otorgado por la Universidad de Alicante el día 4 de abril de 2000 en Alicante
- Premio Falla de Gran Avenida a la cultura 2000 Otorgado por la falla Gran Avenida a la difusión de la cultura en Elda, y entregado el día 1 de julio de 2000
- Personaje de la temporada 2000-2001 en Oviedo Otorgado por la asociación operística “Los Puritanos”, y entregado el día 10 de octubre de 2000 en la sede de la sociedad en Oviedo
- Los Mejores de La Verdad 2001 Otorgado por el diario La Verdad de Alicante en mayo de 2001, 	La gala de entrega tendría lugar el día 25 de mayo de 2001, pero fue suspendida por un atentado terrorista.
- Finalista de los Premios de la Música 2003 Por el disco grabado en el Teatro Real durante el concierto lírico el 22 de diciembre del año 2001, con el maestro Jesús López-Cobos
- Importante del Diario Información del año 2003. Otorgado en Alicante el día 27 de febrero de 2003 en la sede del diario
- YELMO de oro de la Sociedad de Conciertos de Albacete. Otorgado y entregado el día 4 de junio de 2004 en el Teatro Circo de Albacete
- El Ayuntamiento de Aspe asigna el nombre de Ana María Sánchez a una calle. Sesión plenaria del día 13 de mayo de 2004 aprobada por unanimidad
- La Academia de Bellas Artes de San Carlos de Valencia otorga el Título de Académica de Número El Acuerdo fue tomado por unanimidad en la Junta General celebrada en la sede de la Academia en Valencia el día 6 de julio de 2004
- Patrono de la Semana de Música Religiosa de Benidorm. Es nombrada patrona en el mes de marzo de 2005
- Finalista de los Premios de la Música 2005 Por el disco Zarzuela grabado con la orquesta de R.T.V.E. y el maestro García Asensio
- El Rey Don Juan Carlos le otorgó la Encomienda de Número de la Real orden del Mérito Civil por su colaboración con Patrimonio Nacional en la difusión de la Música Española
- Recibe la Insignia de Plata de la Escuela Superior de Canto de Madrid, marzo de 2019.[3]